# Promet Grčke
Razvoju cestovne i željezničke mreže u Grčkoj ne pogoduje konfiguracija tla; prometnice su dosta dobro razvijene duž obale, no manjkave su u unutrašnjosti.
Glavna cestovna os, proširena i osuvremenjena u posljednjim desetljećima izgradnjom novih supercesta, polazi od Patrasa prema Ateni uz obalu Peloponeza. Glavna zračna luka je u Ateni, a međunarodne zračne luke se nalaze i u Solunu, na Krfu i u Kavali. Gusta mreža zračnih linija povezuje ih s većim otocima. 
U periodu 1882. – 1883. probijen je Korintski kanal koji presijeca Peloponesku prevlaku i spaja Jonsko more s Egejskim. Iz atenske luke Pireja na sve strane polaze trajekti, a pomorstvo je odlično razvijeno.